# タンザニア国家エイズ対策プログラム
タンザニア国家エイズ対策プログラム（タンザニアこっかエイズたいさくプログラム）は、1986年に創設されたタンザニア保健福祉省直属のエイズ対策機関。英語正式名称は、National AIDS Control Programme（NACP）。